# Euselasia thusnelda
Euselasia thusnelda is een vlindersoort uit de familie van de prachtvlinders (Riodinidae), onderfamilie Euselasiinae.
Euselasia thusnelda werd in 1883 beschreven door Möschler.